# Месопотамська арабська мова
Месопотамська арабська мова (араб. لهجة بلاد ما بين النهرين) — це група діалектів арабської мови, якими розмовляють у Месопотамському басейні Іраку, а також у південно-східній Туреччині, Ірані, Сирії, Кувейті і якою переважно розмовляють представники іракської діаспори.

## Історія
Арамейська мова була лінгва франка в Месопотамії з початку 1-го тисячоліття до н. е. до кінця 1-го тисячоліття н. е., і. Месопотамська арабська також демонструє ознаки арамейського субстрату. Гелетська та іудейсько-іракська різновиди зберегли риси вавилонської арамейської мови.

## Різновиди
Месопотамська арабська мова має два основних різновиди: месопотамська арабська Gilit і месопотамська арабська Qeltu. Їхні назви походять від форми слова, що означає «я сказав» в кожному різновиді. Гілітська арабська мова є бедуїнським різновидом, яким розмовляють мусульмани (як осілі, так і неосілі) у центральному та південному Іраку та кочівники в решті Іраку. Арабська мова кельту — це міський діалект, яким розмовляють немусульмани центрального та південного Іраку (включаючи Багдад), а також осіле населення (як мусульмани, так і немусульмани) решти країни. До немусульман належали християни, єзиди та євреї, поки більшість із них не покинули Ірак у 1940–1950-х роках. Географічно класифікація gelet-qeltu приблизно відповідає Верхній Месопотамії та Нижній Месопотамії відповідно.
Під час облоги Багдада (1258) монголи знищили все мусульманське населення у місті. Проте осілі християни та євреї були помилувані, а північний Ірак залишився вцілілим. На півдні Іраку осілі мусульмани поступово витіснялися бедуїнами з сільської місцевості. Це пояснює нинішній розподіл діалектів: на півдні розмовляють бедуїнськими різновидами, близькими до арабської мови Перської затоки (продовження бедуїнських діалектів Аравійського півострова), за винятком міських немусульман, які продовжують розмовляти на діалектах Qeltu.